# Брзица, Петар
Петар Брзица (хорв. Petar Brzica; 1917 — неизвестно) — хорватский военный преступник, обвинявшийся в массовом убийстве сербов. Свои преступления совершал ножом-сербосеком. Предположительно, являлся «рекордсменом» по числу убийств за ночь (1360 человек): считается, что он совершил столько убийств ночью 29 августа 1942 года в концлагере Ясеновац.

## Биография
Окончил Францисканский колледж в Широки-Бриеге, учился на юридическом факультете Загребского университета. Был членом Великого ордена Крестоносцев. В молодости увлёкся националистическими идеями, вступил в партию усташей. В армии НГХ дослужился до звания лейтенанта.
29 августа 1942 принял участие в соревновании по убийствам пленных сербов-узников концлагерей и одержал победу, убив примерно 1360 человек. В качестве награды он получил денежное поощрение и именные золотые часы. Насчёт количества убийств, совершённых Брзицей в этом соревновании, имеются разногласия. Некоторые историки утверждают, что он не убил и тысячи человек, другие, что 1100.
В марте 1943 года он подвергся избиению со стороны пленных сербов в знак мести за совершённый акт геноцида. 
Некоторые источники сообщают о том, что Брзица скрылся в США и скончался в 2007 году, однако достоверных данных о его местонахождении после 1945 года на сегодняшний день не предоставлено. 
В 1970-е годы его выдачи безуспешно требовали от США в Югославии. После этих лет следы Брзицы окончательно теряются.
Попытка его выдачи от США была предпринята также в 1990-е годы.